# Shell L-Klasse
Die L-Klasse  des Erdölkonzerns Shell war eine in den 1970er Jahren gebaute Serie von VLCC-Rohöltankern.

## Geschichte
Die Bezeichnung L-Klasse leitete sich von den mit dem Buchstaben „L“ beginnenden Schiffsnamen der Baureihe. Die Baureihe wurde Anfang der 1970er Jahre von Shell bei mehreren Werften in Nordirland, Dänemark, Japan, Frankreich, Deutschland und den Niederlanden geordert. Die einzelnen Entwürfe der verschiedenen Bauwerften ähnelten sich zum Teil in den groben Abmessungen, waren aber nicht standardisiert. Eine Ausnahme bildeten die Schiffe der Werften Bremer Vulkan und Harland & Wolff, deren Pläne miteinander abgestimmt worden waren. Ursprünglich sollten alle Schiffe Tragfähigkeiten zwischen etwa 255.000 und 280.000 Tonnen erhalten, ein Großteil der Bauaufträge wurde jedoch, wie in jenen Jahren häufig der Fall, in solche für nochmals größere Einheiten umgewandelt. Der französische Entwurf von Chantiers de l’Átlantique wurde bei 282.000 Tonnen Tragfähigkeit belassen. Die niederländische Verolme Dok en Scheepsbouw Maatschappij baute ein Schiff mit 255.000 Tonnen und eines mit 318.000 Tonnen Tragfähigkeit. Der Ursprungsentwurf von Harland & Wolff wurde 1971 mit 256.000 Tonnen Tragfähigkeit geordert, einige Einheiten wurden mit 270–280.000 Tonnen Tragfähigkeit und einige mit 313.000 Tonnen Tragfähigkeit gebaut. Die drei Bremer-Vulkan-Schiffe waren 1971 mit 270.000 Tonnen Tragfähigkeit in Auftrag gegeben und die Pläne 1972 auf ebenfalls 313.000 Tonnen Tragfähigkeit erhöht worden. Die Aufträge an die Odense Staalskibsværft wurden 1970 mit 282.000 Tonnen Tragfähigkeit erteilt und 1972 auf 310.000 Tonnen erhöht. Die beiden bei der Mitsui Engineering & Shipbuilding gebauten Schiffe waren schon mit 311.000 Tonnen Tragfähigkeit bestellt worden.
Im Zuge der Tankerkrise entschied sich Shell bei Fertigstellung der L-Tanker zunächst zum vorzeitigen Verschrotten von überflüssig gewordenen Schiffen der kleineren H-Klasse und V-Klasse. Zusätzlich wurden zahlreiche der fertiggestellten L-Tanker zwischenzeitlich aufgelegt. Die schlechte Konjunktur in der Tankschifffahrt der späten 1970er und 1980er Jahre aufgrund der Wiedereröffnung des Suezkanals und der großen Tonnage-Überkapazitäten führte ab Anfang der 1980er Jahre schließlich dazu, dass zehn Tanker der L-Klasse an andere Reedereien veräußert und Mitte der 1980er Jahre weitere neun Einheiten direkt an Abwrackwerften verkauft wurden. Auf der anderen Seite kaufte Shell jedoch schon 1990 wieder vier vergleichbare gebrauchte Schiffe an und gliederte sie mit L-Namen in den Rest der bestehenden Flotte ein. Gleich mehrere Einheiten wurden später als schwimmende Öllager genutzt.

## Beschreibung
Die Schiffe sind als reine Rohöltanker in Einhüllenbauweise ausgelegt. Das Deckshaus war weit achtern über dem Maschinenraum angeordnet, der nach oben verjüngte Schornstein stand getrennt davon auf dem hinteren Decksaufbau hinter dem Brückenhaus. Die Tanker hatten zwei durchgehende Längsschotten und je nach Bautyp verschieden viele Querschotten. Alle Schiffe hatten Sloptanks sowie zwei Seitentanks für Ballastwasser. Das Manifold mit zwei Ladebäumen war mittschiffs platziert. Innerhalb der Bauserie gab es Unterschiede, an denen sich die einzelnen Entwürfe unterscheiden ließen. So gab es beispielsweise Vorschiffe mit oder ohne Bugwulst, wobei sich die Wulstbuggestaltung der verschiedenen Werften nochmals deutlich unterschied.
Als Antriebsanlagen dienten jeweils zwei Dampfturbinen von STAL-Laval, General Electric oder Kawasaki, die teilweise in Lizenz bei den jeweiligen Bauwerften hergestellt wurden. Ihre Leistung gaben die Turbinen über ein Untersetzungsgetriebe an einen einzelnen Festpropeller ab.

## Die Schiffe
| Shell L-Klasse               | Shell L-Klasse                                         | Shell L-Klasse | Shell L-Klasse | Shell L-Klasse                                                         | Shell L-Klasse |
| Bauname                      | Bauwerft/Baunummer                                     | IMO-Nummer     | Ablieferung    | Auftraggeber Reederei                                                  | Spätere Namen und Verbleib |
| ---------------------------- | ------------------------------------------------------ | -------------- | -------------- | ---------------------------------------------------------------------- | --- |
| Latona                       | Chantiers de l’Atlantique, Saint-Nazaire/E25           | 7233694        | 1973           | Société Maritime Shell, Saint-Nazaire                                  | ab 16. Mai 1985 in Kaohsiung verschrottet |
| Leda                         | Chantiers de l’Atlantique, Saint-Nazaire/F25           | 7320265        | 1973           | Société Maritime Shell, Fos-sur-Mer                                    | 1984 in Kaohsiung verschrottet |
| Latirus                      | Chantiers de l’Atlantique, Saint-Nazaire/M25           | 7347809        | 1974           | Shell Tankers U.K. London                                              | ab 21. April 1984 in Masan verschrottet |
| Lucina                       | Chantiers de l’Atlantique, Saint-Nazaire/D25           | 7347782        | 1974           | Société Maritime Shell, Fos-sur-Mer                                    | ab 17. Dezember 1985 in Kaohsiung verschrottet |
| Lagena                       | Bremer Vulkan, Vegesack/990                            | 7348982        | Mai 1974       | Deutsche Shell AG, Hamburg Deutsche Shell Tanker-Gesellschaft, Hamburg | ab 8. Februar 1984 in Etajima verschrottet |
| Latia                        | Chantiers de l’Atlantique, Saint-Nazaire/N25           | 7360033        | 1974           | Shell Tankers U.K. London                                              | ab 16. Februar 1985 in Shanhaiguan verschrottet |
| Liotina                      | Bremer Vulkan, Vegesack/991                            | 7360497        | September 1974 | Deutsche Shell AG, Hamburg Deutsche Shell Tanker-Gesellschaft, Hamburg | ab 2. August 1997 in Chittagong verschrottet |
| Lembulus                     | Verolme Dok en Scheepsbouw Maatschappij, Rozenburg/853 | 7368487        | November 1974  | Shell Tankers U.K., London                                             | 1981 Annie, 1986 Sanna, 1995 in Chittagong verschrottet |
| Limatula                     | Odense Staalskibsværft, Lindø/L52                      | 7359008        | Dezember 1974  | Shell Tankers U.K., London                                             | 1981 Arabian Sky, 1981 Alsama Alarabia, 1994 Mare Discovery, 1997 Mosqueen, ab 12. Mai 1999 in Gadani verschrottet |
| Linga                        | Odense Staalskibsværft, Lindø/L53                      | 7359010        | März 1975      | Shell Tankers U.K., London                                             | von Juli 1975 bis September 1976 in Brunei aufgelegt, 1981 Arabian Sea, Maschinenraumbrand im März 1988 – repariert, 1994 Mare Champion, 1997 Mosking, ab 3. Mai 1999 in Chittagong verschrottet                        |
| Lanistes                     | Mitsui Engineering & Shipbuilding, Ichihara/953        | 7379802        | März 1975      | Rebron Ltd. Shell Tankers U.K., London                                 | von Februar 1983 bis Dezember 1985 in Loch Striven aufgelegt, 2000 bei Sembawang, Singapur in Lagerschiff Soorena FSU umgebaut                                                                                          |
| Liparus                      | Odense Staalskibsværft, Lindø/L54                      | 7359022        | Mai 1975       | Shell Tankers U.K., London                                             | 1982 Paradise, bis Juli 1986 in Loch Striven aufgelegt, 1990 Hellespont Paradise, 2001 Lagerschiff, ab Oktober 2001 in China verschrottet                                                                               |
| Limnea                       | Odense Staalskibsværft, Lindø/L55                      | 7359034        | Juli 1975      | Shell Tankers U.K., London                                             | von September 1975 bis Mai 1976 in Brunei aufgelegt, ab August 1982 erneut in Loch Striven aufgelegt, 1983 Orpheum, 1990 Hellespont Orpheum, 2001 Kapadokya, ab 10. September 2001 in Indien verschrottet               |
| Labiosa                      | Chantiers de l’Atlantique, Saint-Nazaire/T25           | 7360071        | Juli 1975      | Shell Tankers U.K., London                                             | von Oktober 1975 bis September 1976 in Brunei aufgelegt, 1981 Autan, ab Juli 1985 erneut in Agnefest aufgelegt, ab 11. Dezember 1999 in Chittagong verschrottet                                                         |
| Laconica                     | Mitsui Engineering & Shipbuilding, Ichihara/965        | 7379826        | 1975           | Shell Tankers U.K. London                                              | ab 15. Dezember 1985 in Kaohsiung verschrottet |
| Lepton                       | Verolme Dok en Scheepsbouw Maatschappij, Rozenburg/859 | 7382043        | 1975           | Lepton Shipping Corp., Monrovia Shell Tankers Nederland                | ab 24. Juni 1985 in Südkorea verschrottet |
| Lottia                       | Bremer Vulkan, Vegesack/992                            | 7360502        | Dezember 1975  | Deutsche Shell AG, Hamburg Deutsche Shell Tanker-Gesellschaft, Hamburg | ab 17. Dezember 1984 in Kawajiri verschrottet |
| Lepeta                       | Harland & Wolff, Belfast/1696                          | 7342536        | Juli 1976      | Airlease Lombard Shell Tankers U.K., Isle of Man                       | ab Januar 1999 in Gadani verschrottet |
| Lotorium                     | Harland & Wolff, Belfast/1694                          | 7341001        | November 1976  | Shell Tankers U.K., Isle of Man                                        | 1980 Lotor, 1980 Olympic Armour, 1982 bis 1987 in Piräus aufgelegt, von August bis Dezember 1987 in Fahrt, danach erneut aufgelegt, 1996 Orapin Global                                                                  |
| Lampas                       | Harland & Wolff, Belfast/1695                          | 7342524        | November 1976  | Airlease Lombard Shell Tankers U.K., Isle of Man                       | Mai 1983 bis 1986 in Loch Striven aufgelegt, 1998 außer Dienst |
| Lyria                        | Odense Staalskibsværft, Lindø/L60                      | 7359084        | November 1976  | Shell Tankers U.K., London                                             | 1984 Louisiana, 1988 Berge Boss, ab 21. Juni 2003 in Xinhui verschrottet |
| Leonia                       | Harland & Wolff, Belfast/1697                          | 7342548        | Dezember 1976  | Airlease Lombard Shell Tankers U.K., Isle of Man                       | ab 17. April 1998 in Kaohsiung verschrottet |
| Limopsis                     | Odense Staalskibsværft, Lindø/L59                      | 7359072        | Dezember 1976  | Shell Tankers U.K., London                                             | 1983 Diane, 1986 Matilde R., 1987 Berge Borg, ab 10. Juni 2003 in Xinhui verschrottet |
| Litiopa                      | Mitsui Engineering & Shipbuilding, Ichihara/1048       | 7379993        | April 1977     | Shell Bermuda (Overseas). Ltd.                                         | von Oktober 1983 bis April 1985 in Loch Striven aufgelegt, 1985 Flagship L und in Piräus aufgelegt, 1987 Jamunda, 1988 Berge Bragd, 2002 Tai San, 2005 Litiopa, 2006 in FPSO FPSO Saxi umgebaut, 2008 FPSO Saxi Batuque |
| Lima                         | Harland & Wolff, Belfast/1698                          | 7342550        | Juni 1977      | Airlease Lombard Shell Tankers U.K., Isle of Man                       | 1984 Lagerschiff, ab 12. Juni 1998 in Kaohsiung verschrottet |
| Olympic Banner               | Harland & Wolff, Belfast/1685                          | 7229289        | 1972           | Carlo Maritime Panama, Monrovia Olympic Maritime, Monte Carlo          | 1990 Latia, ab 17. März 1995 in Indien verschrottet |
| Olympic Brillance            | Harland & Wolff, Belfast/1686                          | 7329481        | 1973           | Lakeport Navigation Panama, Monrovia Olympic Maritime, Monte Carlo     | 1990 Limnea, ab 20. August 1995 in Indien verschrottet |
| Universe Frontier            | Ishikawajima-Harima Heavy Industries, Aioi/2506        | 7522318        | 1976           | Universe Tankships Inc., Monrovia National Bulk Carriers, New York     | 1976 nach Fertigstellung aufgelegt, 1977 Aristotle S. Onassis, 1990 Lucina, 2000 Lu San, 2006 An, 2007 Umbau zum FPSO FPSO Frade                                                                                        |
| Alexander Onassis            | Chantiers de l’Átlantique, Saint-Nazaire/C26           | 7360148        | 1977           | Lerwick Marine Panama, Monrovia Olympic Maritime, Monte Carlo          | 1990 Lyria, 2002 Thalassa, 2003 zum FPSO Marlin Sul umgebaut, 2017 Abbruch in Alang |
| Daten: Equasis, grosstonnage |                                                        |                |                |                                                                        | |